# Antoni Amatller

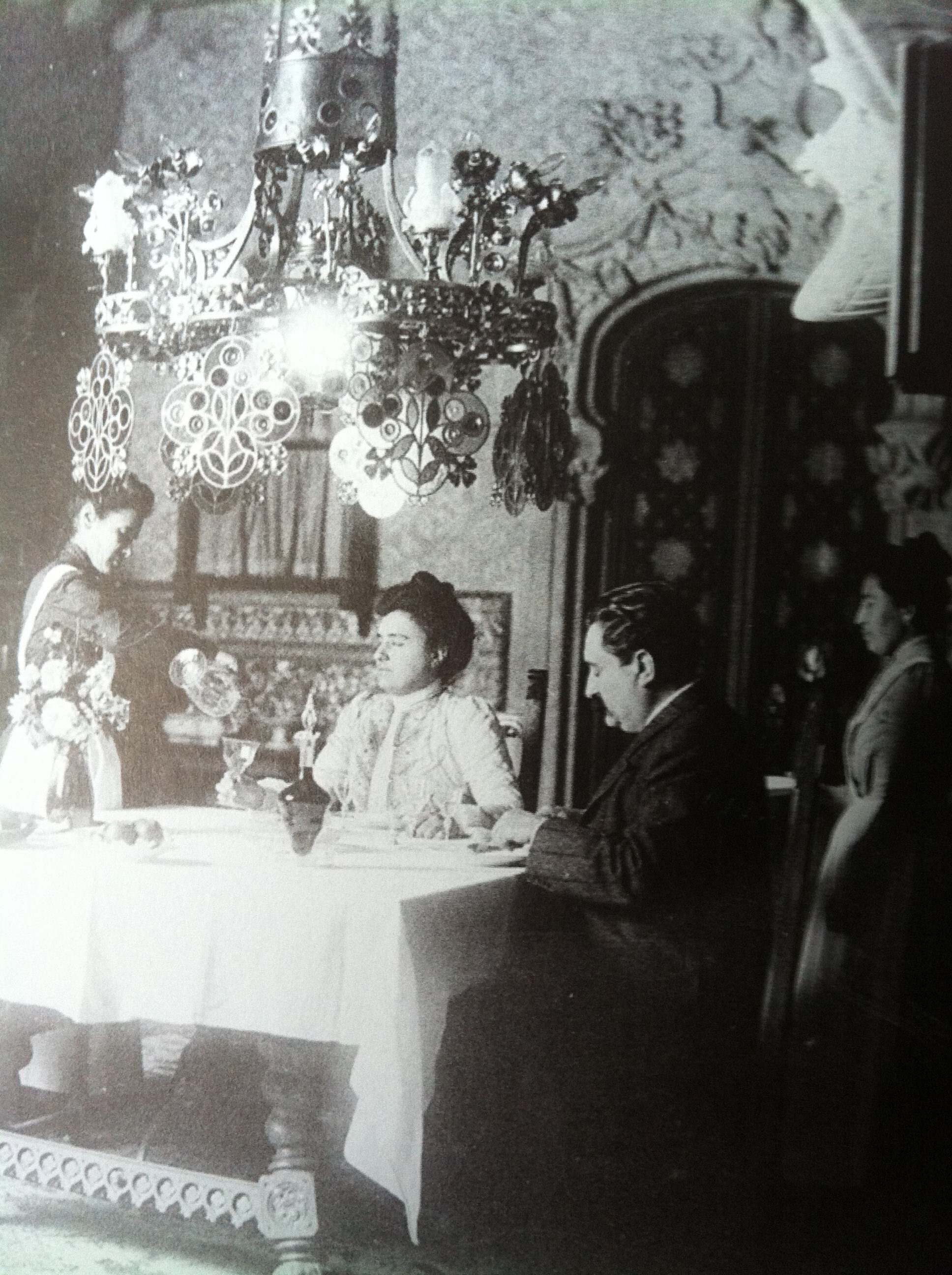
Antoni a Teresa Amatllerovi, 1910

Antoni Amatller Costa (1851, Barcelona – 1910, tamtéž) byl španělský průmyslník, chocolatier, sběratel umění a fotograf.

## Životopis
Byl třetí generací rodiny barcelonských mistrů výroby čokolády, jejíž počátky sahají do roku 1797. Během svého mládí cestoval po Švýcarsku a Francii, aby se seznámil s fungováním evropského čokoládového průmyslu. Po návratu postavil novou a moderní továrnu, slavnostně otevřenou v roce 1878, která přinesla revoluci ve výrobních procesech, čímž se rodinný podnik Chocolates Amatller stal hlavním španělským výrobcem čokolády.
Svůj zájem o umění přenesl do svého podnikání a pověřil prestižní umělce navrhováním reklamních plakátů a propagačních materiálů, jako byly například samolepky. Od malička se zajímal o malbu a kresbu, spojil svoji průmyslovou a obchodní činnost a vedení čokoládové společnosti se sběratelstvím a fotografováním. Jako člen Association Belge de Photographie v Bruselu získal řadu fotografických ocenění. Tématem jeho fotografií byly zprávy o různých cestách po Evropě, severní Africe a na Středním východě. Vyčníval v portrétu a fotografii ve stylu "costumbrista".
Z jeho sběratelské činnosti je relevantní jeho rozsáhlá sbírka římského skla a zdobeného skla, jedna z nejdůležitějších v soukromých rukou ve Španělsku.
Jeho dům, Casa Amatller (1900), je velkým modernistickým dílem v Barceloně. Sídlí v něm Amatllerův institut hispánského umění, založený jeho dcerou Teresou Amatllerovou, ve kterém je zachován fotografický materiál Antonia Amatllera a velká část jeho umělecké sbírky.

## Galerie

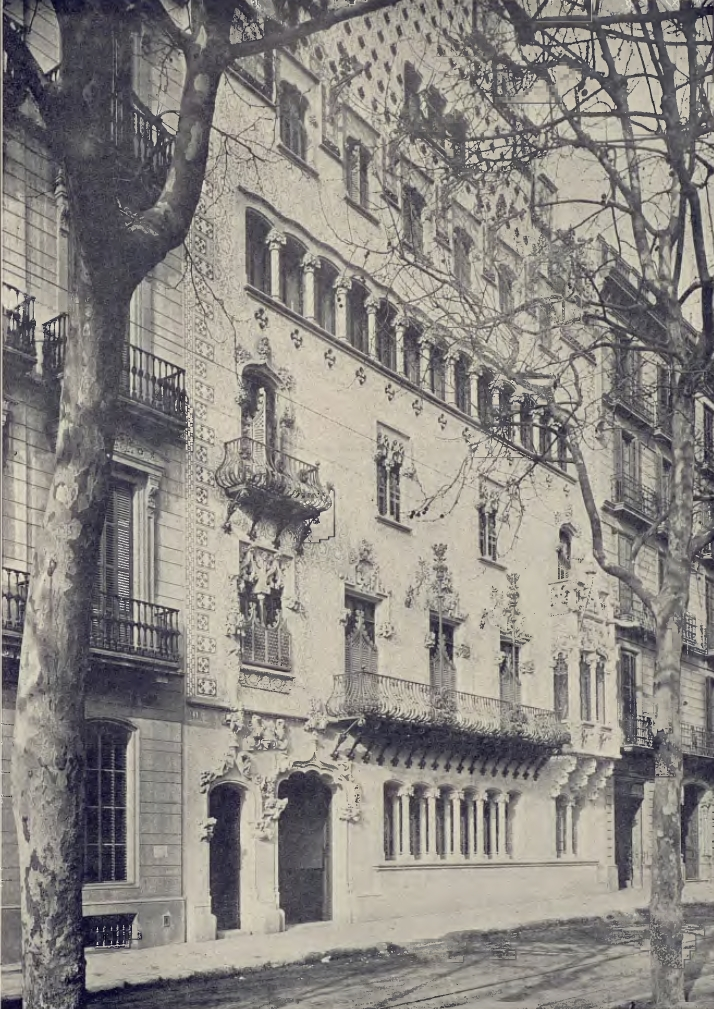
Casa Amatller, 1900, fotograf neznámý
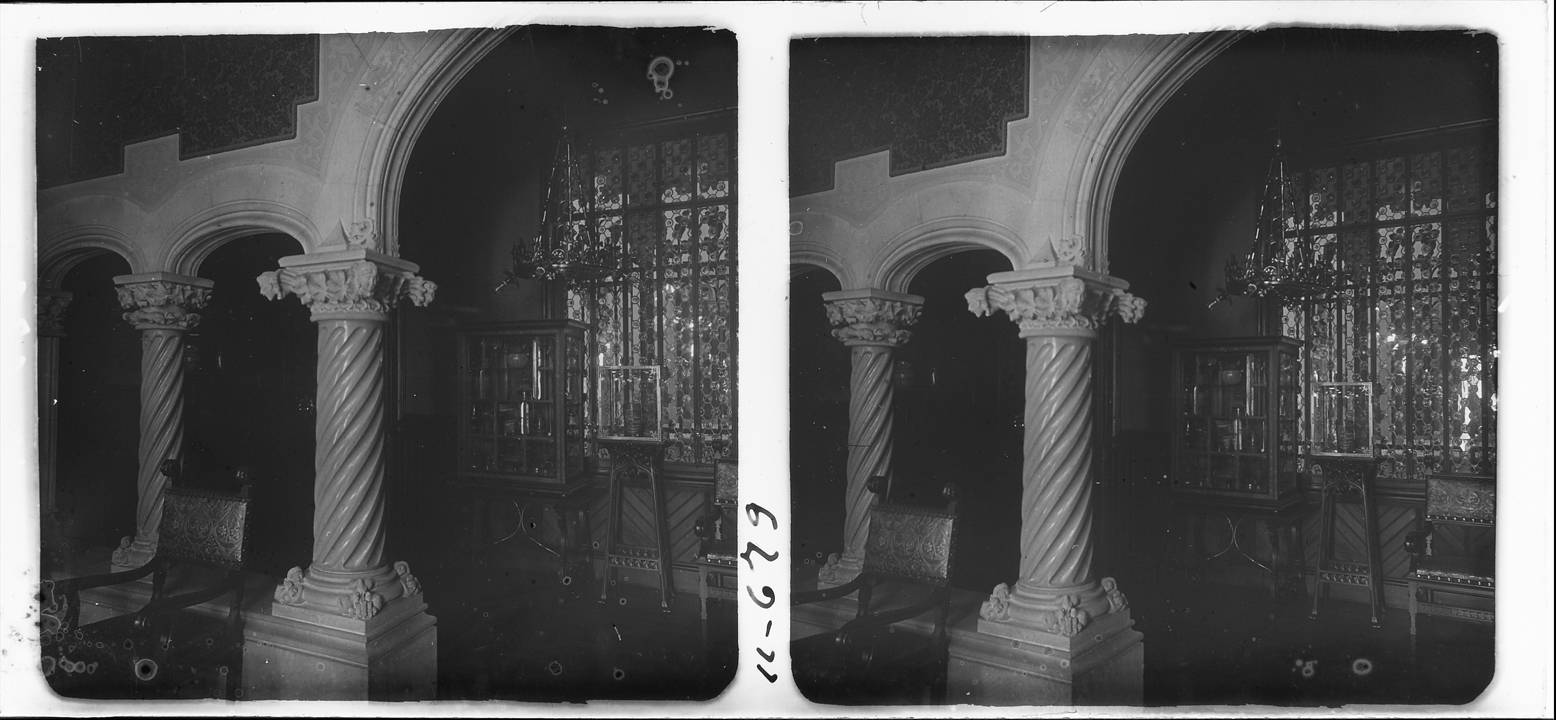
Interiér budovy, foto: Josep Salvany i Blanch
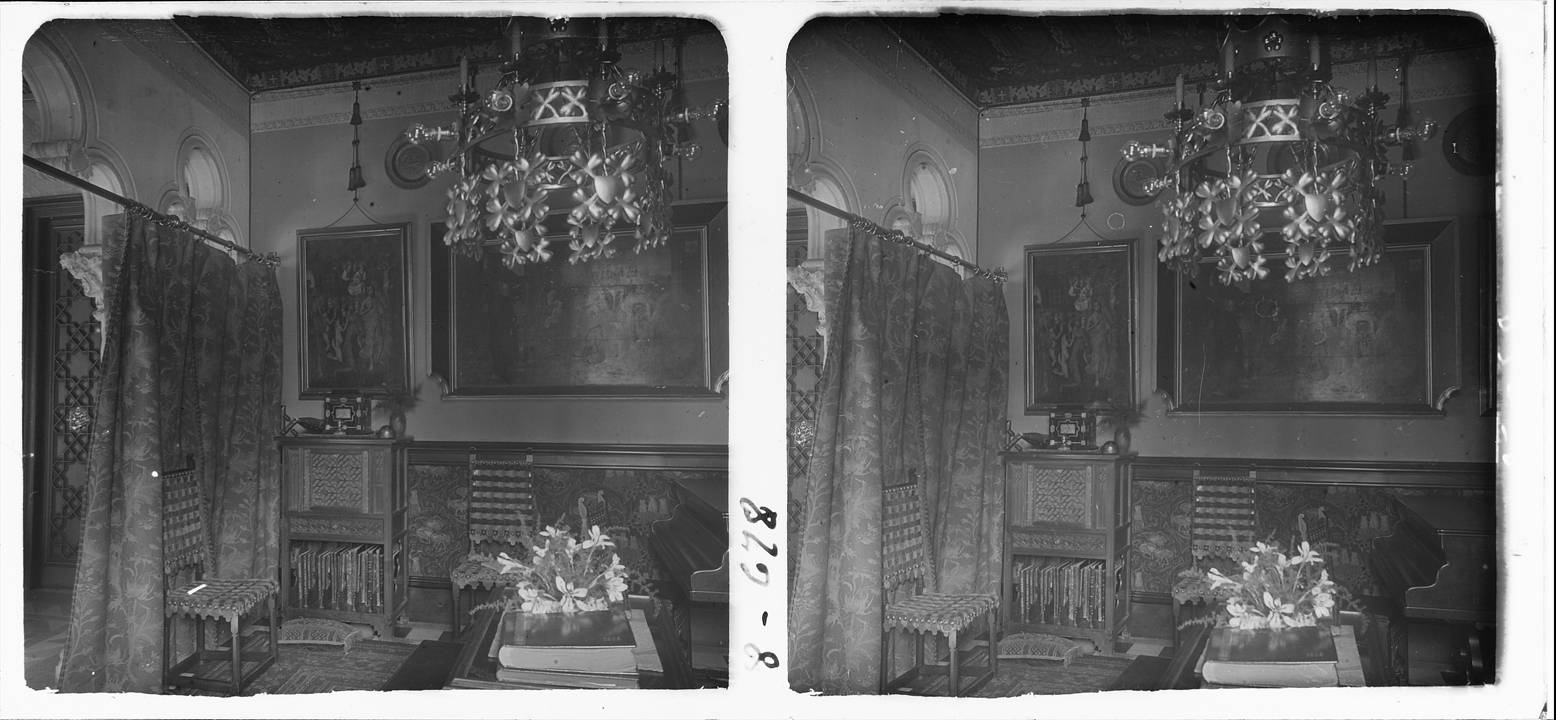
Interiér budovy, foto: Josep Salvany i Blanch
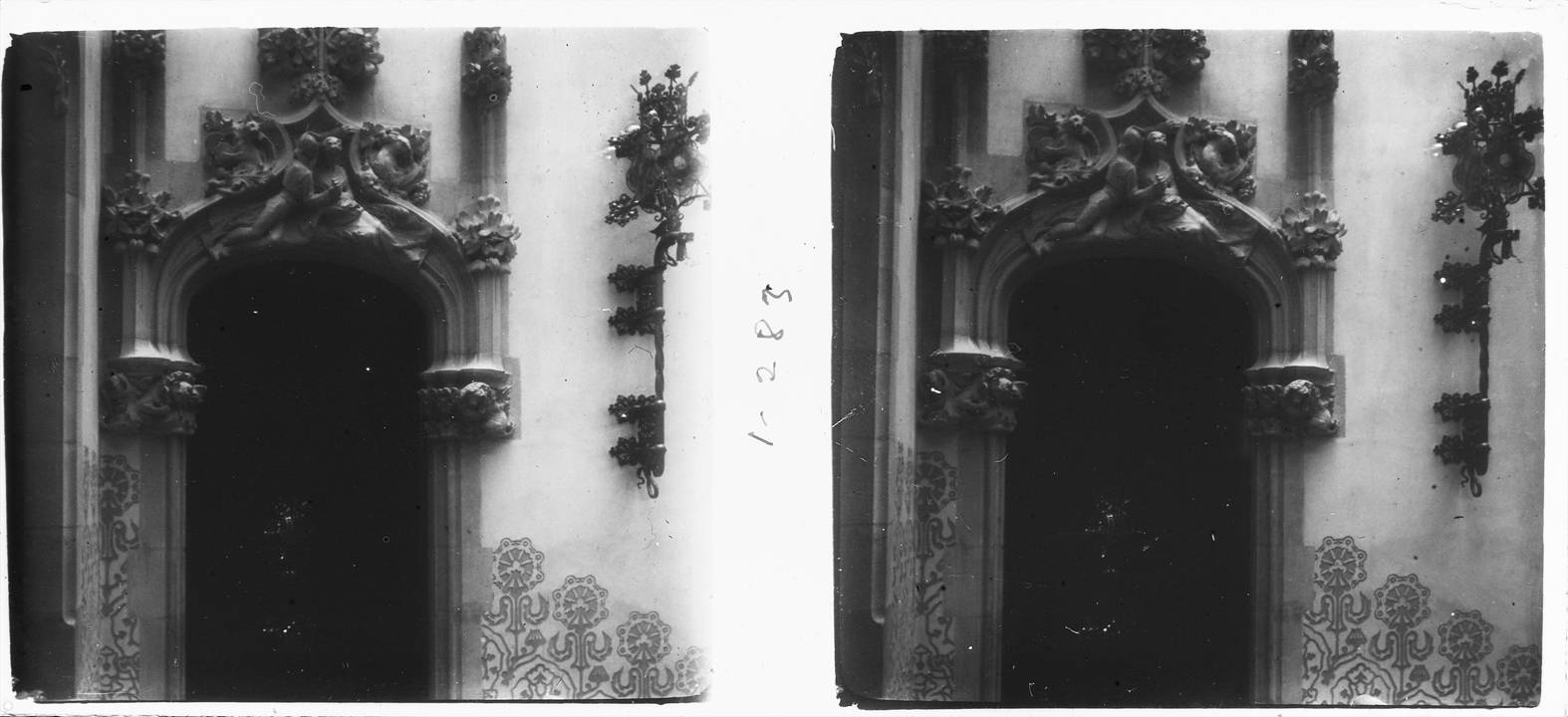
Interiér budovy, foto: Josep Salvany i Blanch
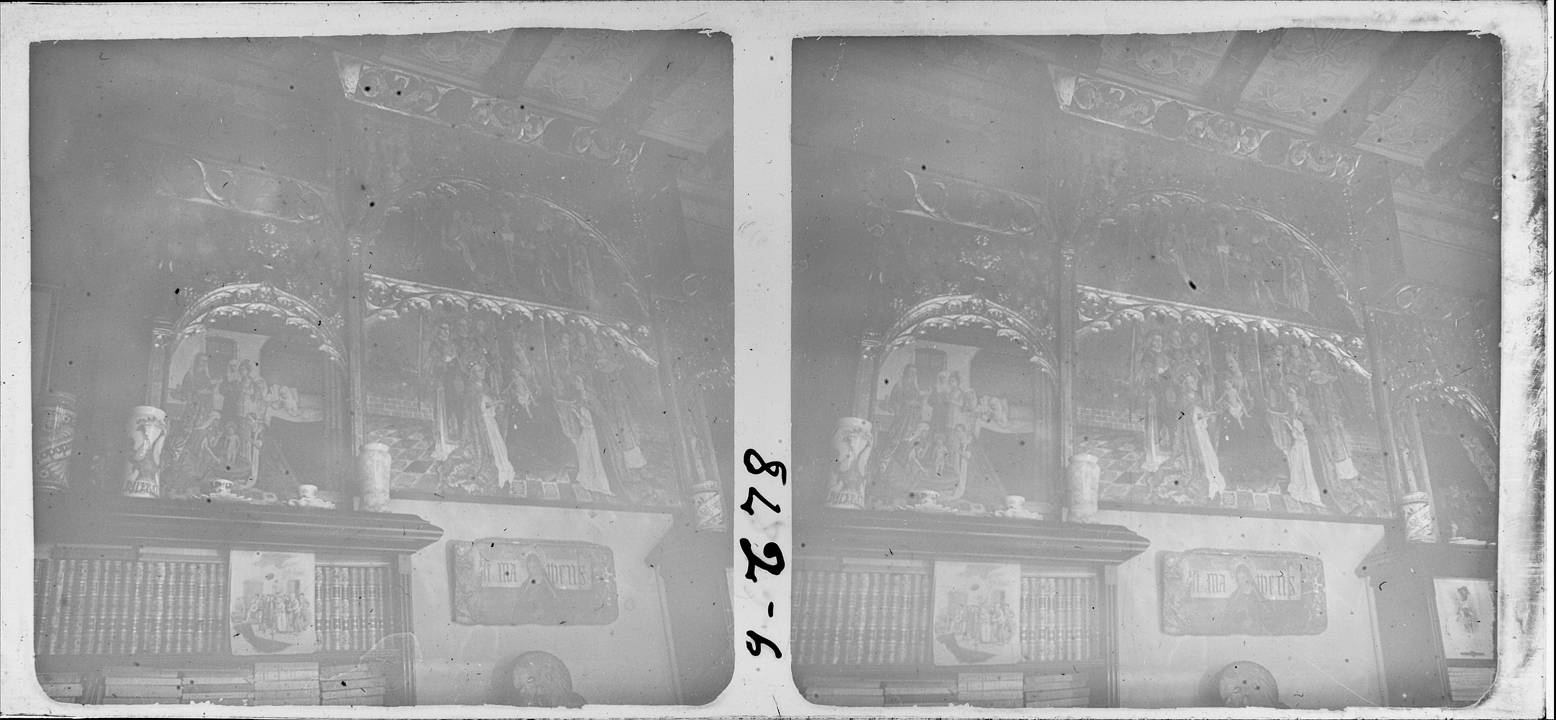
Interiér budovy, foto: Josep Salvany i Blanch
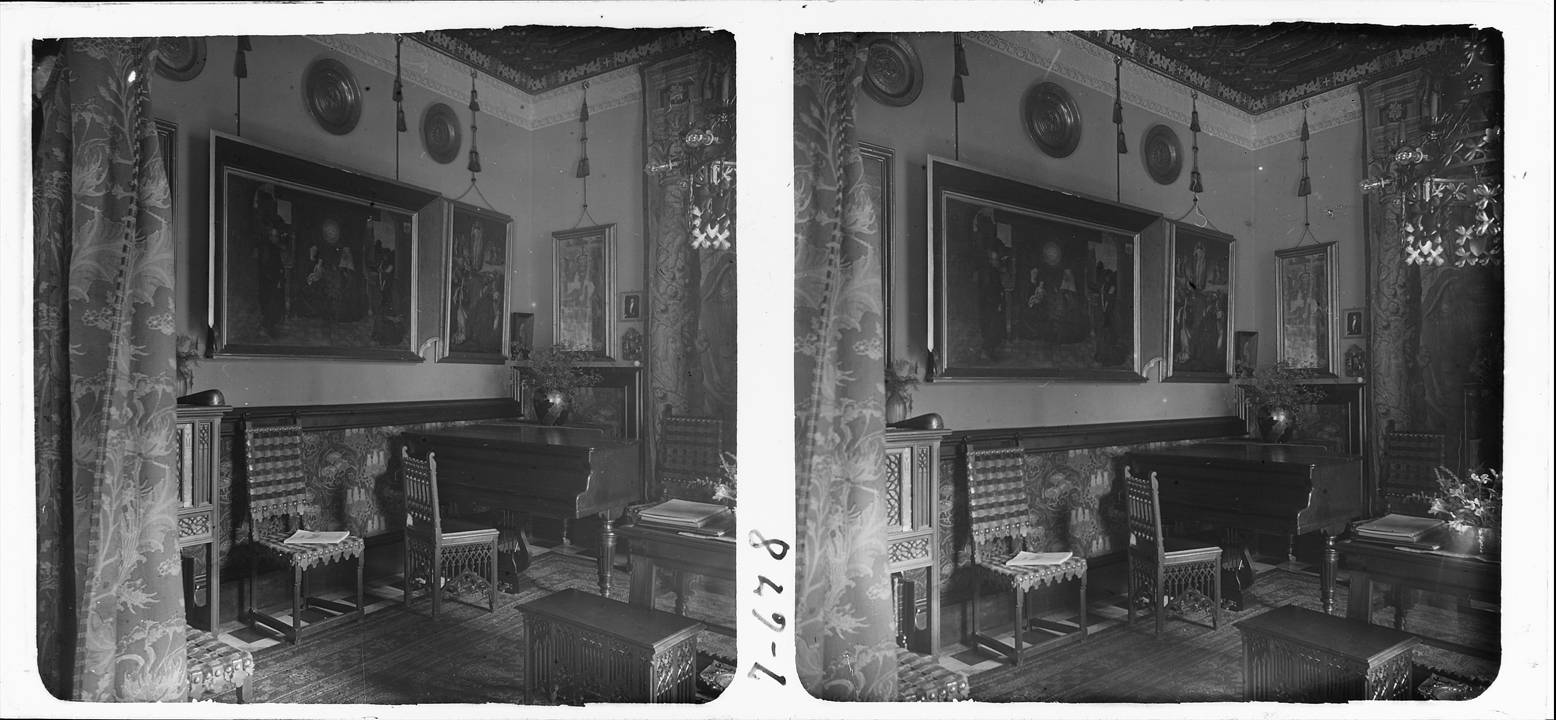
Interiér budovy, foto: Josep Salvany i Blanch
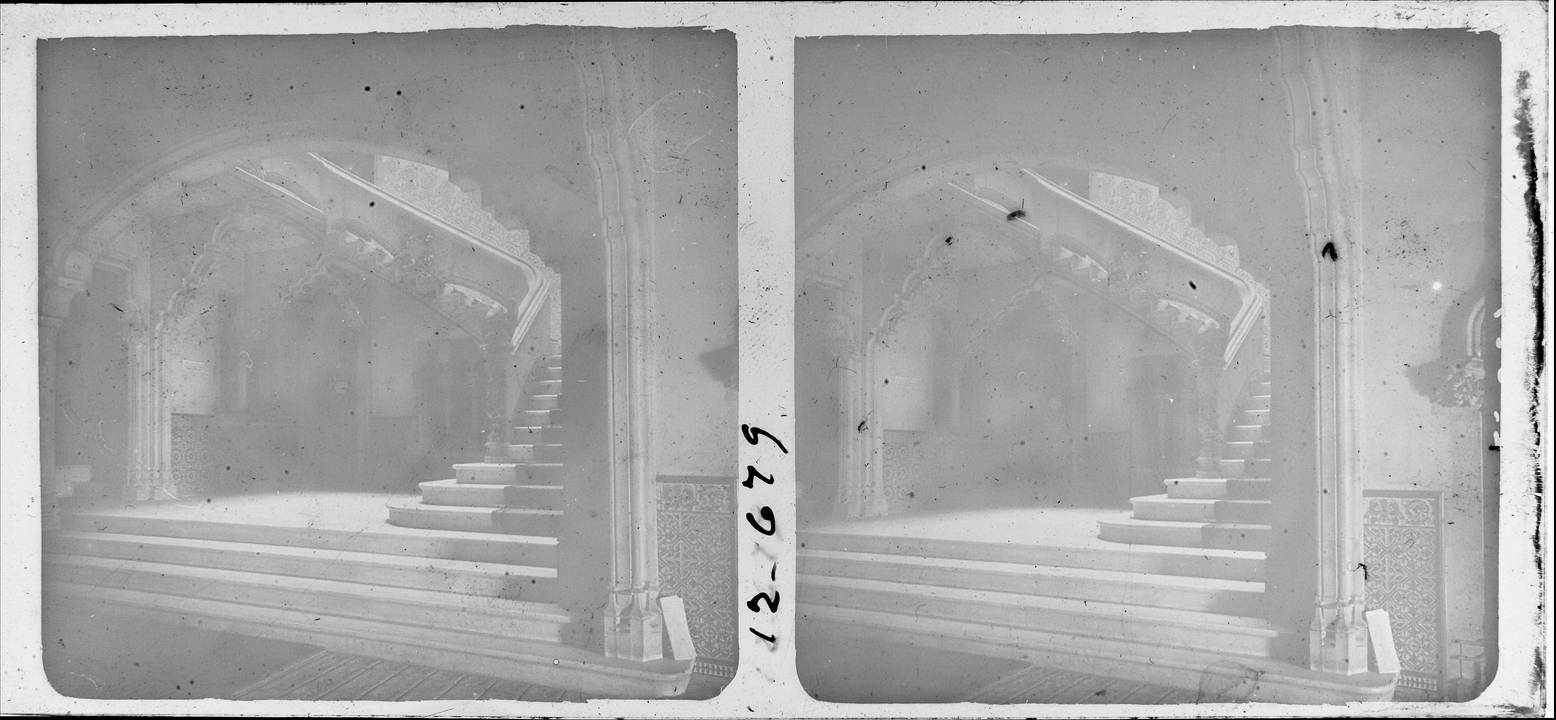
Interiér budovy, foto: Josep Salvany i Blanch
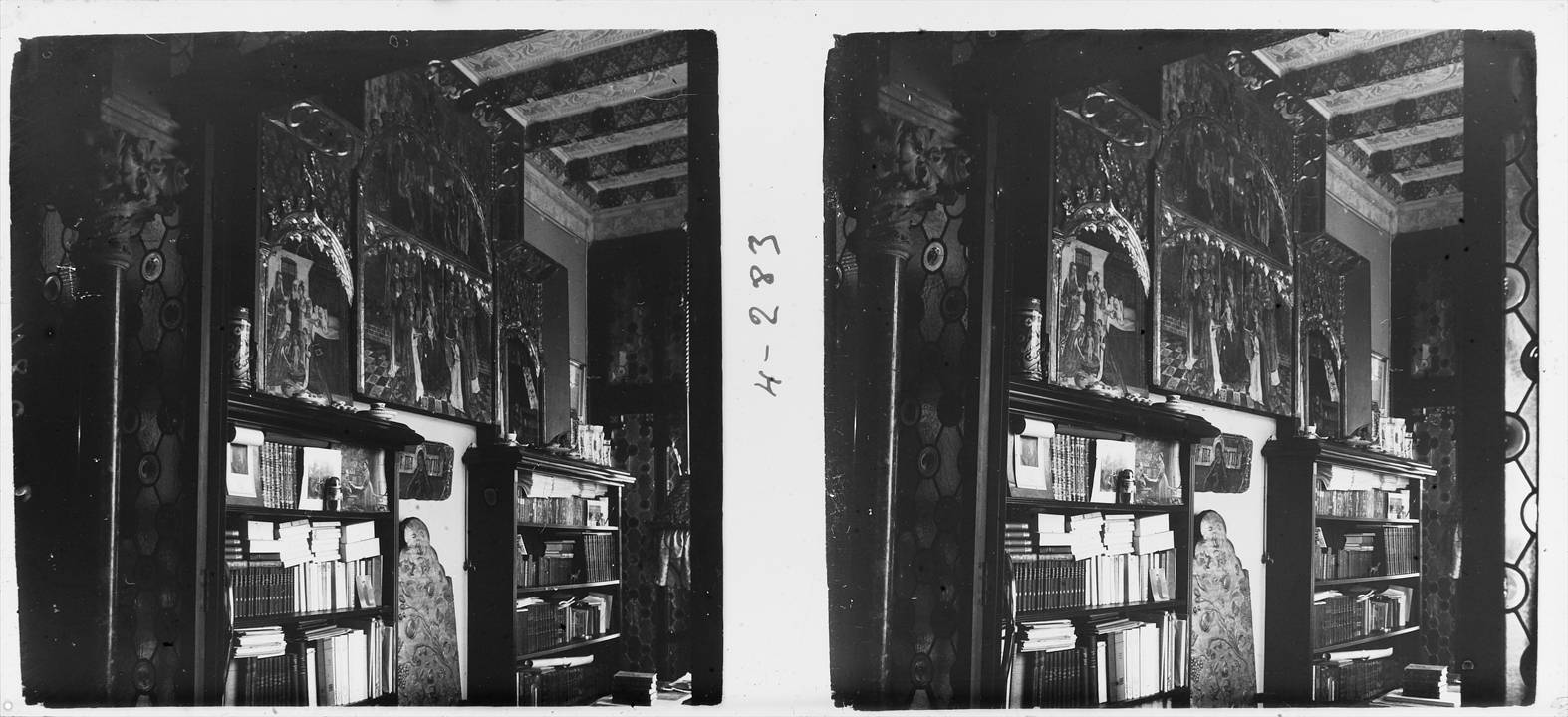
Interiér budovy, foto: Josep Salvany i Blanch
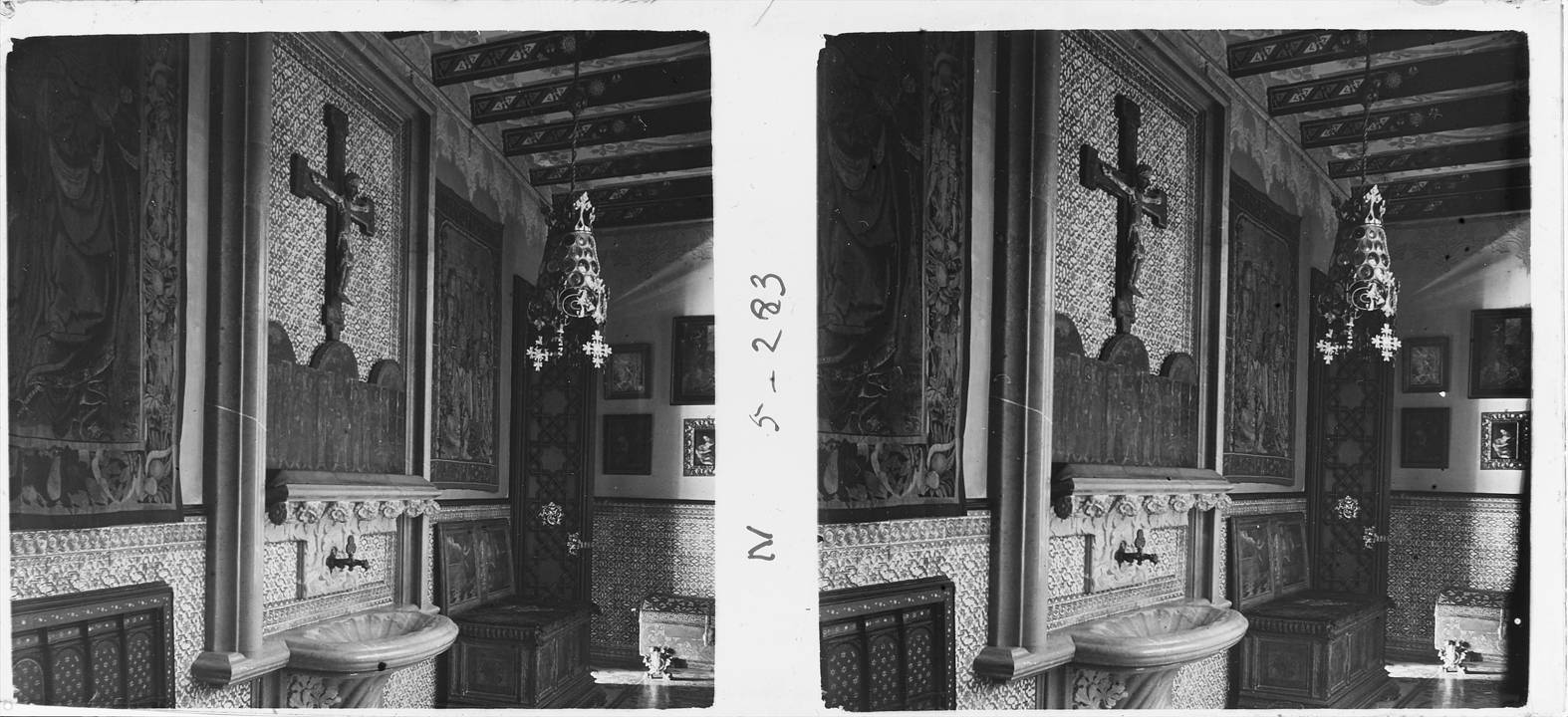
Interiér budovy, foto: Josep Salvany i Blanch
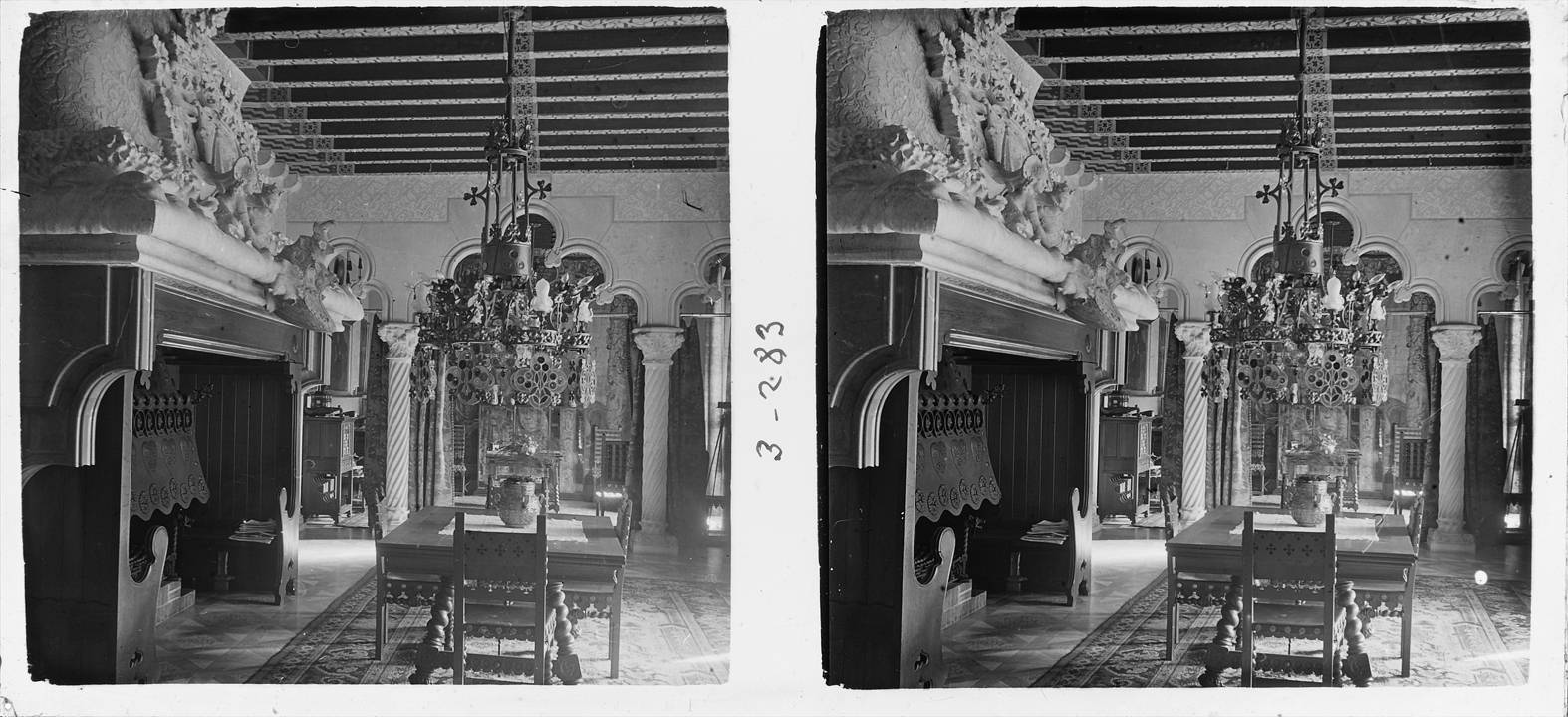
Interiér budovy, foto: Josep Salvany i Blanch
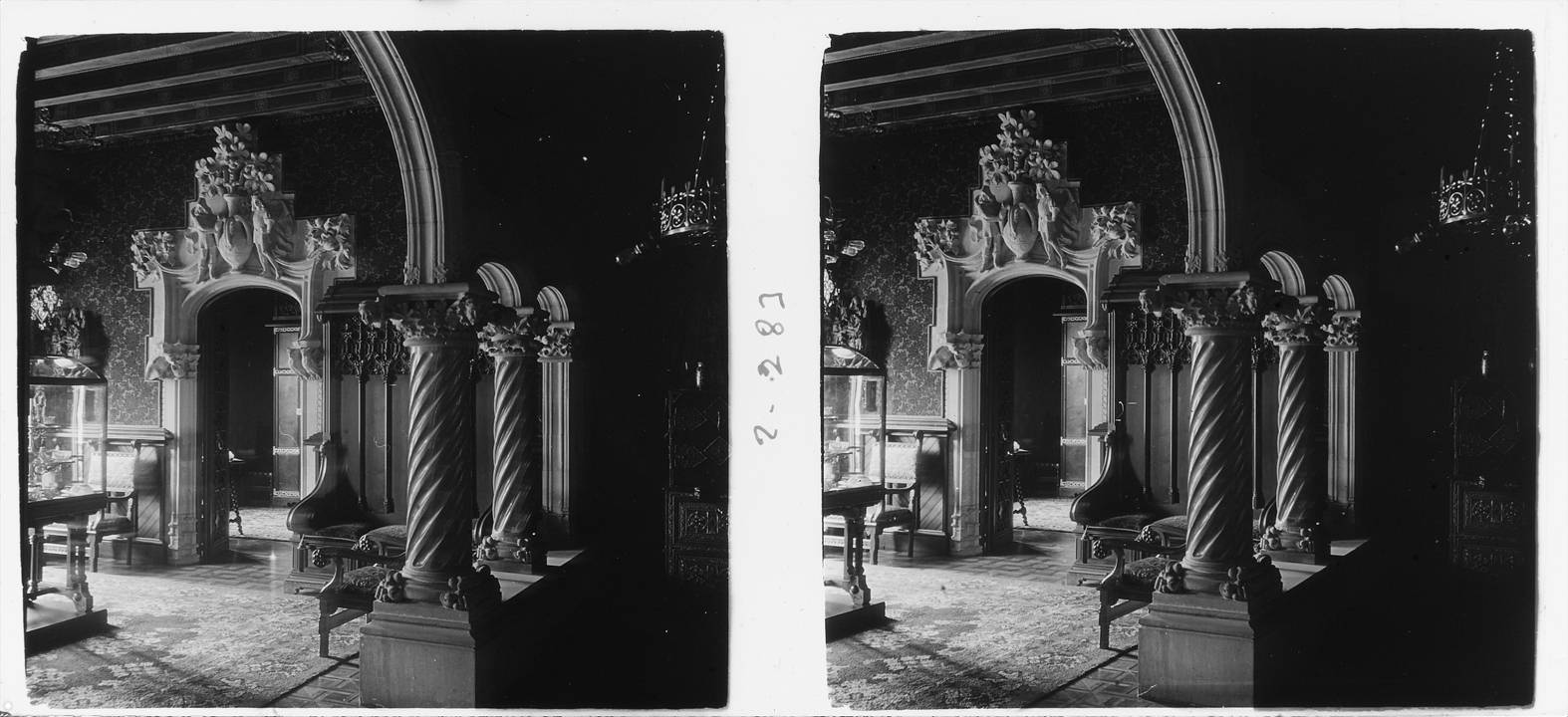
Interiér budovy, foto: Josep Salvany i Blanch